# Tuia Falepapalangi
Tuiakaetau Talifolau Kovi Mei Okalani Falepapalangi (n. 15 de julio de 2000) es un futbolista tongano que juega de centrocampista en el Lotoha'apai United FC y en la selección nacional de Tonga.

## Vida personal
Es hijo de Halapua Falepapalangi, es un ex absoluto de la selección de Tonga. Durante la Liga de Campeones de la OFC de 2017 fueron noticia al convertirse en el primer padre e hijo al mismo tiempo en esta competición.

## Trayectoria

### Clubes
Falepapalangi comenzó su carrera a los 16 años en el Veitongo F.C. En 2017 y 2018 jugó con el club en la Liga de Campeones de la OFC. En 2018, luego de que Lotoha'apai United se coronara campeón de Tonga, fichó para el equipo, y en 2019 participó en la Liga de Campeones OFC. El 27 de enero de 2019 anotó tres goles en la victoria de su equipo por 5-1 sobre Pago Youth FC.

### Selección nacional
En 2017, fue convocado por Timote Moleni para participar en los Juegos del Pacífico. Hizo su debut el 8 de julio de 2019, en una derrota por 13-0 contra Nueva Zelanda, donde jugó los 90 minutos completos.